# کوه تیتانو
کوه تیتانو (به لاتین: Monte Titano) یک کوه در سان مارینو است که در بورگو ماجیوره واقع شده‌است. کوه تیتانو ۷۳۹ متر بالاتر از سطح دریا واقع شده‌است.